# Thalassodes minor
Thalassodes minor är en fjärilsart som beskrevs av Louis Beethoven Prout 1933. Thalassodes minor ingår i släktet Thalassodes och familjen mätare. Inga underarter finns listade i Catalogue of Life.